# Alpy Cowal i Arrochar
Alpy Cowal i Arrochar – pasmo w Grampianach Zachodnich, w Szkocji. Pasmo to leży na północ i zachód od Loch Long. Na północy graniczy z pasmem Tyndrum, na wschodzie pasmem Crianlarich/Balquhidder i Ben Lomond, Luss i The Trossachs. Najwyższym szczytem pasma jest Beinn Ìme, który osiąga wysokość 1011 m.
Najważniejsze szczyty:
- Beinn Ìme (1011 m),
- Beinn Bhuidhe (948 m),
- Ben Vorlich (943 m),
- Beinn Narnain (926 m),
- Ben Vane (915 m),
- Cobbler (Ben Arthur) (884 m).